# Голиков, Евгений Сергеевич
Евгений Сергеевич Голиков (род. 29 ноября 1931) — инженер-металлург, организатор производства, лауреат Ленинской премии в области техники (1966).

## Биография
Родился в г. Нижняя Салда Свердловской области. Окончил школу № 9 в Нижнем Тагиле.
После окончания Уральского политехнического института (1954) более полувека работал на Челябинском металлургическом заводе (с 1983 — комбинат):
- 1954—1960 помощник мастера, мастер электропечей, начальник смены, зам. начальника электросталеплавильного цеха (ЭСПЦ) № 1;
- 1960—1963 начальник ЭСПЦ № 1,
- 1963—1970 начальник ЭСПЦ № 2,
- 1970—1978 гл. инженер управления капитального строительства,
- 1978—1981 гл. инженер — зам. директора завода,
- 1981—1989 зам. директора завода (с 1983 комбината) по капитальному строительству;
- 1989—1998 зам. начальника отдела автоматизации и механизации по планированию научно-исследовательских работ;
- 1998—2006 ведущий инженер технического управления.

## Награды
Ленинская премия 1966 года — за разработку и внедрение технологии производства высококачественной стали с обработкой в ковше синтетическими шлаками.
В 1956 году присвоено звание «Лучший мастер электропечей Советского Союза».
Награждён медалью ордена «За заслуги перед Отечеством» 2-й степени (1996).